# ایست لین
ایست لین (به انگلیسی: East Lynne) فیلمی پیشاکد به مدت ۱۰۲ دقیقه به کارگردانی فرانک لوید با بازی آن هاردینگ محصول کشور ایالات متحده آمریکا است.